# Trick of the Light
«Trick of the Light» es una canción del grupo británico The Who, publicada en el álbum de estudio Who Are You. El tema fue compuesto por el bajista John Entwistle y su letra describe el miedo de ser sexualmente inadecuado ante una prostituta.
Fue interpretada ocasionalmente en directo por el grupo durante la gira de 1979, con Entwistle tocando un bajo de ocho cuerdas. Volvió al repertorio del grupo durante lagira de reunión de 1989, con Townshend tocando la guitarra eléctrica en los dos conciertos ofrecidos en junio en Toronto y la acústica en el resto de los conciertos. Fue rechazada por Roger Daltrey, que pensaba que a pesar de tener una letra inteligente, era demasiado larga.